# کلوزآپ (فیلم)
کلوزآپ یا نمای نزدیک فیلمی ایرانی در سبک درام و رئال ساختهٔ عباس کیارستمی محصول سال ۱۳۶۸ است.
نمای نزدیک یک نمونهٔ موفق از سینمای مستند و واقع‌گرایی است که خط داستانی مشخصی را براساس واقعیت دنبال می‌کند. این فیلم باعث شناخت بیشتر جامعه غرب از سبک عباس کیارستمی شد و مورد توجه منتقدان قرار گرفت.

## خلاصه داستان
حسین سبزیان، به‌دلیل شباهتش به محسن مخملباف خود را به خانوادهٔ آهن‌خواه به‌عنوان محسن مخملباف معرفی می‌کند و به بهانهٔ ساختن فیلم به خانهٔ آن‌ها راه می‌یابد. در روز اول مخملبافِ بدلی از مهرداد، پسر خانواده که به سینما علاقه‌مند است، می‌خواهد در فیلمی که او قصد ساختنش را دارد نقشی به عهده بگیرد و از خانهٔ آهن‌خواه به عنوان لوکیشن استفاده شود. در روز دوم آن‌ها به درخواست مخملباف بدلی صحنه‌های فیلم را تمرین می‌کنند. پدر خانواده که از همان آغاز به سبزیان مشکوک است، به کمک یکی از دوستانش، احمد رضا موید محسنی که آهنگساز تلویزیون است از طریق حسن فرازمند، خبرنگار مجله سروش، هویت سبزیان را برملا می‌کنند و روز سوم مخملباف بدلی را دستگیر و او را به دادگاه می‌کشانند. در دادگاه پس از بررسی ماجرا و گرفتن تعهد از سبزیان و رضایت خانوادهٔ آهن‌خواه پرونده بسته می‌شود. روز آزادی سبزیان، محسن مخملباف به دیدار او می‌رود و هر دو، برای رفع کدورت، به خانهٔ ترنم می‌روند…

## داستان
حسین سبزیان، مردی گمنام و گرفتار در روزمرگی زندگی، علاقه‌ای عمیق و شورمندانه به دنیای سینما دارد. از میان همه‌ی فیلم‌سازان، او دل در گرو آثار محسن مخملباف بسته؛ کارگردانی که فیلم‌هایش از رنج، حقیقت و امید سخن می‌گویند، و برای سبزیان انعکاسی از رنج‌های خودش‌اند.
در یکی از روزهای معمولی، زمانی که سبزیان در اتوبوس نشسته و فیلمنامه‌ای از فیلم «دوچرخه‌سوار» را در دست دارد، زنی به نام خانم آهن‌خواه کنارش می‌نشیند. وقتی بحث فیلم به میان می‌آید و خانم آهن‌خواه علاقه‌اش را به اثر یادشده ابراز می‌کند، سبزیان ناگهان فرصتی برای دیده‌شدن می‌بیند و بی‌درنگ ادعا می‌کند که خود او مخملباف است، نویسنده و کارگردان همان فیلم. گفت‌وگوی کوتاه‌شان پایه‌ای می‌شود برای آشنایی بیشتر، به‌خصوص وقتی زن از علاقه‌ی پسرانش به سینما می‌گوید.
در هفته‌های بعد، سبزیان در نقش «مخملباف» چندین‌بار به خانه‌ی خانواده‌ی آهن‌خواه می‌رود. او با وعده‌هایی فریبنده – از ساخت فیلمی در خانه‌ی آن‌ها گرفته تا انتخاب پسران‌شان برای بازیگری – اعضای خانواده را شیفته‌ی خود می‌کند. حتی در یکی از دیدارها، مبلغی اندک برای کرایه تاکسی از یکی از پسران قرض می‌گیرد. اما پس از مدتی، پدر خانواده به‌درستی دچار تردید می‌شود. تماشای تصویری از مخملباف واقعی در یک مجله که با ظاهر سبزیان تفاوت دارد، شک او را به یقین بدل می‌کند.
آقای آهن‌خواه با دعوت از روزنامه‌نگاری به نام حسین فرازمند، مقدمات افشای واقعیت را فراهم می‌کند. فرازمند با حضور در خانه، هویت جعلی سبزیان را فاش می‌کند. پلیس وارد ماجرا می‌شود و سبزیان را در حالی‌که هنوز نقش «مخملباف» را بازی می‌کند، بازداشت می‌کند. در همین حین، فرازمند عکس‌هایی برای گزارشی با عنوان «مخملباف قلابی دستگیر شد» تهیه می‌کند.
پس از بازداشت، عباس کیارستمی، کارگردان شناخته‌شده، به ملاقات سبزیان در زندان می‌رود. او با نگاهی متفاوت به ماجرا، از قاضی پرونده اجازه می‌گیرد تا روند محاکمه را مستندسازی کند و تلاش می‌کند جلسه‌ی دادگاه را جلو بیندازد. در دادگاه، سبزیان با صداقتی تلخ توضیح می‌دهد که هدفش از این جعل هویت، کلاه‌برداری نبوده، بلکه عشقی صادقانه به سینما و آرزوی زندگی در جهانی هنری بوده است؛ جایی که دردهایش دیده شوند و شخصیتش به رسمیت شناخته شود.
پسر خانواده آهن‌خواه نیز روایت می‌کند که چگونه خانواده به تدریج به رفتارهای متناقض سبزیان مشکوک شدند. با این حال، قاضی که شرایط خانوادگی، فقدان سابقه‌ی کیفری و ابراز پشیمانی واقعی او را در نظر دارد، از خانواده می‌خواهد اگر ممکن است از شکایت خود بگذرند. آن‌ها نیز با شرط اینکه سبزیان مسیر زندگی‌اش را تغییر دهد و فردی مفید برای جامعه شود، اعلام گذشت می‌کنند.
در واپسین لحظات روایت، محسن مخملباف واقعی با سبزیان دیدار می‌کند. آن دو به همراه تیم کیارستمی به خانه‌ی خانواده‌ی آهن‌خواه بازمی‌گردند. آقای آهن‌خواه که حالا چهره‌ی واقعی سبزیان را شناخته، جمله‌ای پر معنا بر زبان می‌آورد: «امیدوارم از این به بعد خوب زندگی کند و باعث افتخارمان بشود.»

## تولید و شخصیت‌ها
کلوزآپ براساس یک واقعه واقعی است که در اواخر دهه ۱۹۸۰ در شمال تهران رخ داده است. کیارستمی نخستین بار در سال ۱۹۸۹ پس از خواندن ماجرا در مقاله‌ای در مجله سروش که توسط حسن فرازمند روزنامه‌نگار آن نوشته شده بود، در مورد داستان حسین سبزیان آگاه شد. نکتهٔ جالب در مورد این فیلم این است که تمامی بازیگران در نقش اصلی خود بازی می‌کنند. به‌طور مثال سربازی که سبزیان را در فیلم دستگیر می‌کند همان سربازی است که واقعاً سبزیان را دستگیر کرده است.
حسین سبزیان
شخصیت اصلی در فیلم کلوزآپ که خود را به خانوادهٔ آهن خواه به عنوان محسن مخملباف معرفی کرد و همین منجر به دستگیری او و کشیده شدن پای خبرنگار ماهنامهٔ سروش به ماجرا شد که در پی آن عباس کیارستمی مایل به ساختن فیلم کلوزآپ شد. او که مبتلا به آسم بود، در سال ۱۳۸۴ در شلوغی متروی تهران به مشکل حاد تنفسی دچار شد و چندی بعد در شهریور ماه در سن ۵۲ سالگی در بیمارستان درگذشت.

## نمایش و انتشار
کلوزآپ در سال ۱۹۹۰ در ایران و در ۳۰ اکتبر ۱۹۹۱ در فرانسه و کانادا اکران شد. این فیلم در سال ۱۹۹۹ در آمریکا نشان داده شد و در سال ۲۰۱۰ به شکل دی‌وی‌دی در آمریکا توزیع یافت.
کلوزآپ در سال‌های ۲۰۱۱ تا ۲۰۱۷ در جشنواره بین‌المللی فیلم روتردام، جشنواره بین‌المللی فیلم تسالونیکی، جشنواره فیلم پوسان، جشنواره بین‌المللی فیلم ریکیاویک، جشنواره بین‌المللی فیلم کارلووی واری، جشنواره بین‌المللی فیلم زردآلوی طلایی ایروان، جشنواره بین‌المللی فیلم دیدار، جشنواره بین‌المللی فیلم شانگهای، جشنواره بین‌المللی فیلم خیخون، جشنواره بین‌المللی فیلم برلین و جشنواره لوکارنو به نمایش درآمد. در روتردام استقبال از فیلم به حدی بود که بلیت‌ها در فاصله چند ساعت به نمایش به فروش رسید.
همچنین در سال ۲۰۱۷ فیلم کلوزآپ در بخش نمایش‌های ویژه شصت و هفتمین جشنواره بین‌المللی فیلم برلین به روی پرده رفت.

## تحلیل و نظرها
- استیون هولدن شاعر، و خبرنگار مطرح آمریکایی در روزنامه نیویورک تایمز این فیلم را درخشان نامید و یک شاهکار در سبک سینما وریته قلمداد کرد.
- نانی مورتی کارگردان سرشناس ایتالیایی در سال ۱۹۹۶ فیلم کوتاهی با نام روز افتتاحیه کلوزآپ دربارهٔ نمایش کلوزآپ در رم ساخت.
- کلوزآپ در فهرست منتشر شده از سوی جشنواره فیلم بوسان در فهرست ده فیلم برتر تاریخ آسیا قرار گرفت.[۳]
- کایه دو سینما در سال ۱۹۹۱ این فیلم را به عنوان فیلم پنجم برتر سال معرفی کرد.
- دنیس لیم و استفن هولدن منتقد لس آنجلس تایمز در مورد کلوزآپ نوشتند: این فیلم روایت شیوا و مستقیم با نگاه به روح و روان یک انسان پیچیده به همراه واقعیت اجتماعی و فرهنگی جامعه است.
- ورنر هرتسوک کارگردان مطرح آلمانی، کلوزآپ را یکی از بهترین فیلم‌های واقع گرای سینما دانست و از آن تقدیر کرد.
- نورمن ان. هلند منتقد سینما در مورد این فیلم گفت، در فیلم به دنبال ایده تصویر ایدئال و متفاوت است. کلوزآپ یک فیلم رمان گونه، که بر اساس یک واقعیت از دل اجتماع روایت شده است.
- گروه موسیقی پاپ سوئدی اتحاد قوی موزیک ویدیویی بنام «یک شانس جدید» را در سال ۲۰۰۷ ساختند که برگرفته از فیلم کلوزآپ است.
- در فهرست منتشر شده ایندی‌وایر فیلم کلوزآپ عباس کیارستمی در کنار آثاری از کوئنتین تارانتینو و مارتین اسکورسیزی در صدر فیلم‌های برتر دهه ۹۰ میلادی قرار گرفت.[۴]
- دنیس لیمُ منتقد لس آنجلس تایمز در سال ۲۰۱۰، این فیلم را فصیح و مستقیم خواند و در باب این فیلم گفت که دریچه‌ای روان و ورود به یک انسان پیچیده و واقعیت اجتماعی و فرهنگی ایران است.
- فیلم کلوزآپ در قالب برنامه‌ای برای مرور آثار کلاسیک سینمای جهان در کنتیکت آمریکا به عنوان یکی از بهترین آثار به‌نمایش درآمد.

### جزو ۵۰ فیلم برتر تاریخ سینما
- کلوزآپ بر اساس رتبه‌بندی نشریهٔ سایت‌اندساوند در سال ۲۰۱۲ از بین ۵۰ فیلم برتر تاریخ سینما در رتبه چهل و هفتم قرار گرفت. این نشریه با دعوت از ۸۴۶ منتقد، برنامه‌ریز و توزیع‌کنندهٔ فیلم در نظرسنجی سایت اند ساوند، ۵۰ فیلم برتر تاریخ سینما را انتخاب کردند که فیلم کلوزآپ با کسب ۳۱ رأی در رتبهٔ چهل و دوم بهترین فیلم‌های تاریخ سینما به انتخاب بنیاد فیلم بریتانیا قرار گرفته است.[۵][۶]
- در نظرسنجی منتقدان سال ۲۰۲۲ نشریه سایت‌اندساوند کلوز آپ در رتبه هفدهم و در لیست کارگردان‌ها در رتبه نهم قرار گرفت.[۷][۸]

### جزو ۲۵ فیلم برتر غیرانگلیسی زبان تاریخ سینما
مجله فرهنگی فار اوت انگلیس با بررسی شاهکارهای سینمای جهان، فهرستی را از برترین و تاثیرگذارترین فیلم‌های غیرانگلیسی زبان تاریخ سینما گردآوری کرده است. در بین ۲۵ فیلم این فهرست نام کلوزآپ نیز به چشم می‌خورد.

## جوایز
- برنده جایزه فدراسیون بین‌المللی منتقدان فیلم جشنواره فیلم تورین ۱۹۹۶
- برنده دیپلم افتخار و جایزه فیپرشی جشنواره بین‌المللی فیلم استانبول ۱۹۹۲
- برنده جایزه ویژه بهترین فیلم و کارگردانی جشنواره فیلم دان کراکیور ۱۹۹۱
- برنده جایزه بهترین کارگردانی جشنواره بین‌المللی فیلم دانکرک ۱۹۹۱
- برنده جایزه شهری، جایزه مطبوعات و جایزه دانشجویان جشنواره بین‌المللی فیلم دانکرک ۱۹۹۱
- برنده جایزه ویژه هیئت داوران و جایزه آر نقره‌ای جشنواره فیلم ریمینی ۱۹۹۱
- برنده جایزه ویژه منتقدان از جشنواره بین‌المللی فیلم مونترال ۱۹۹۰
- کاندید جایزه بهترین فیلم‌نامه و بهترین کارگردانی جشنواره فیلم فجر ۱۳۶۸
- برنده جایزه ویژه هیئت داوران جشنواره فیلم فجر ۱۳۶۸